# Reinfeld
Reinfeld är en stad i Kreis Stormarn i förbundslandet Schleswig-Holstein i norra Tyskland. Folkmängden uppgår till cirka 9 000 invånare, och staden ligger vid motorvägen A1 strax väster om Lübeck.